# Аккуїцький сільський округ
Аккуї́цький сільський округ (каз. Ақкуік ауылдық округі, рос. Аккуикский сельский округ) — адміністративна одиниця у складі Жанакорганського району Кизилординської області Казахстану. Адміністративний центр та єдиний населений пункт — село Бірлік.
Населення — 2358 осіб (2021; 2422 у 2009, 2429 у 1999, 2824 у 1989).
Станом на 1989 рік існувала Акуюцька сільська рада (села Берлік, Кзилмакташи, Косієнке, селище Аккум). Пізніше село Кизилмакташи утворило окремий Кираський сільський округ, село Косуйєнкі — окремий Косуйєнкинський сільський округ, село Аккум увійшло до складу Кейденського сільського округу.